# Manoir de Kermorgan
Le manoir de Kermorgan est un édifice situé à Plouay, en France.

## Situation
Le manoir est situé sur le territoire de la commune de Plouay, au lieu-dit Kermorgan, dans le département du Morbihan, en région Bretagne.

## Description
Le manoir date du XVIe siècle, édifice à un étage en surcroît, construit en moellons de granite et de schiste. Toiture  à longs pans recouverte d'ardoises, pignon découvert. Escalier dans-œuvre : escalier à vis sans jour.

## Histoire
Le manoir est inscrit à l'inventaire général du patrimoine culturel.